# Ungheni (Republik Moldau)
Ungheni (1944–1989 kyrillisch Унгень, russisch Ungeny, Унгены) ist die Hauptstadt des gleichnamigen Rajon Ungheni  in der Republik Moldau und mit 38.400 Einwohnern (Stand Januar 2014) die viertgrößte Stadt des Landes (ohne Transnistrien). Ungheni liegt am Pruth, welcher die westliche Landesgrenze zu Rumänien bildet. In Ungheni befindet sich der Grenzübergang der Bahnstrecke Rosdilna–Iași, welche die moldauische Hauptstadt Chișinău mit der rumänischen Großstadt Iași verbindet. Die aus einer Stahlkonstruktion bestehende Eisenbahnbrücke wurde in den 1870er Jahren nach Plänen von Gustave Eiffel gebaut.

## Lage
Ungheni liegt 107 Kilometer westlich von Chișinău an der E58. Die E58 führt am Pruth entlang flussaufwärts zum 23 Kilometer entfernten Grenzort Sculeni und in einem Bogen bis Iași, der größten Stadt im Osten Rumäniens. Der höchste Hügel Moldaus, der Dealul Bălănești mit 430 Metern Höhe, liegt einige Kilometer östlich.

## Geschichte
Die erste schriftliche Erwähnung der Stadt datiert vom 20. August 1462 und geht auf Ștefan cel Mare zurück.

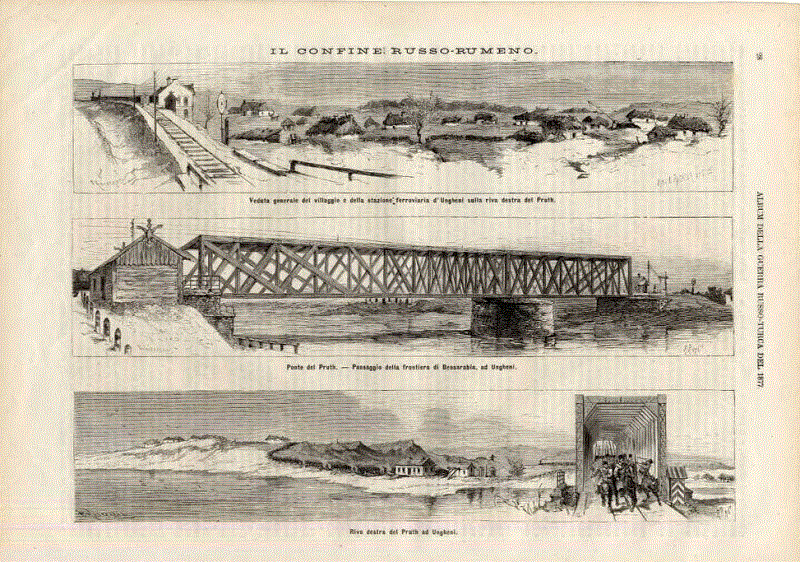
Eiffel-Brücke
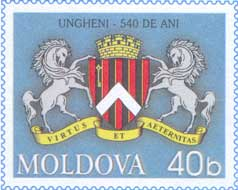
Briefmarke zum 540. Jahrestag der ersten urkundlichen Erwähnung Unghenis
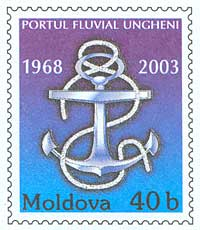
Briefmarke zum 35. Jubiläum der Eröffnung des Flusshafens

## Persönlichkeiten
- I. A. L. Diamond – Drehbuchautor, geboren in Ungheni